# Christliche Kunstblätter
Die Zeitschrift Christliche Kunstblätter (1860 bis 1970) war die Informationsschrift des 1859 gegründeten Linzer Diözesan-Kunstvereines, die 1971 mit einer evangelischen Kunstzeitschrift zu kunst und kirche fusionierte. Zwei Jahre nach der österreichischen Zeitschrift erschienen in Deutschland 1862 erstmals die Christlichen Kunstblätter der Erzdiözese Freiburg.

## Entstehung und Entwicklung der Zeitschrift
Die Schriftenreihe erschien seit 1860 als Organ des christlichen Kunstvereins der Diözese Linz, zunächst als Beilage der Katholischen Blätter mit der Bezeichnung Blätter für christliche Kunst.
Ab 18. November 1865 war die Zeitschrift monatlich als eigene Publikation auf dem Markt. Von 1886 bis 1891 war es gleichzeitig auch das Organ des Cäcilienvereins und brachte zahlreiche musikalischen Artikeln und Notizen, teilweise auch mit Notenabdruck. Im Jahr 1893 erschien die Zeitschrift erstmals illustriert, und es wurde das Großoktavform eingeführt, das bis in die Zeit des Zweiten Weltkriegs verwendet wurde. Von 1893 bis 1901 enthielt die Zeitschrift auch eine Beilage mit der Bezeichnung Der praktische Künstler. Ab 1923 erschien die Zeitschrift quartalsweise, wobei die Hefte 1–3, 4–6, 7–9 und 10–12 in jeweils eine Ausgabe zusammengefasst wurden.
Der Druck erfolgte bei Huemers Witwe und Danner, Linz, später bei der Buchdruckerei des katholischen Pressvereins, Oberdonaudruck, Linz, ab Ende 1940 bei Jos. Feichtingers Erben, Linz, nach dem Zweiten Weltkrieg beim Oberösterreichischen Landesverlag, Linz.
Jahrzehntelang lag der Themenschwerpunkt bei Gotik und Neugotik und wurde deshalb spöttisch auch Gothomann genannt. Regelmäßig wurde über den Linzer Dombau berichtet, wobei von 1880 bis 1889 der laufende Baufortschritt im Titelbild abgebildet wurde.
1943 bis 1946 war das Erscheinen der Zeitschrift unterbrochen. Als Grund für die Einstellung wurde Papierknappheit angegeben.
1971 wurden die Christlichen Kunstblätter mit der deutschen evangelischen Kunstzeitschrift kunst und kirche zusammengeschlossen, wobei dadurch die erste ökumenische Zeitschrift im deutschen Sprachraum entstand.

## Redakteure
Liste der Redakteure der Christlichen Kunstblätter von 1860 bis 1970:
- Max Pammesberger (1860 bis 1864), Theologieprofessor
- Franz Waldeck (1864 bis 1866), Domprediger
- Georg Arminger (1866 bis 1868)
- Josef Scheibelberger und Karl Kettl (1868 bis 1873), unterstützt von Florian Wimmer und Wilhelm Pailler
- Matthias Hiptmair (1873 bis 1892), unterstützt von Johannes Geistberger
- Johann Nepomuk Hauser (1893 bis 1896), unterstützt von Johannes Geistberger
- Ludwig Bermanschläger (1896 bis 1902)
- Balthasar Scherndl (1902 bis 1922) unterstützt von Martin Riesenhuber
- Florian Oberchristl (1922 bis 1926)
- Friedrich Pesendorfer (1927 bis 1935)
- Josef Fließer (1935 bis 1939)
- Franz X. Baldinger (1939 bis 1943)
- Franz Beham (1947 bis 1950)
- Amadeus Reisinger (1950 bis 1952)
- Norbert Miko (1953 bis 1958)
- Günter Rombold (1958 bis 1970)